# 36 أتالانتي
أتالانتي (أو 36 أتالانتي وفق تسمية الكوكب الصغير) (بالإنجليزية: 36 Atalante)‏ هو كويكب ضمن حزام الكويكبات؛ وهو الكويكب السادس والثلاثون من حيث ترتيب الاكتشاف.
اكتشف هيرمان غولدشميت هذا الكويكب في الخامس من أكتوبر سنة 1855؛ وأسماه أتالانتي، وذلك حسب اللفظ الفرنسي الألماني لاسم إحدى الآلهة وفق الأساطير الإغريقية.